# Lovište
Lovište je vesnice patřící do opčiny Orebić v Chorvatsku v Dubrovnicko-neretvanské župě. V roce 2011 zde žilo 228 obyvatel.

## Poloha
Malá rybářská a zemědělská obec je situována konci severozápadní části poloostrova Pelješac, 15 km západně od Orebiće. Rozkládá se v jižní části uzavřené zátoky Luka. V obci končí Pelješacká transverzála.

## Ekonomické aktivity
Obyvatelé pěstují jižní plodiny a vinnou révu. V obci je největší provozovna na sušení fíků a svatojánského chleba. Rybáři se zaměřují především na lov hlavonožců, langust a dalších plodů moře.

## Galerie

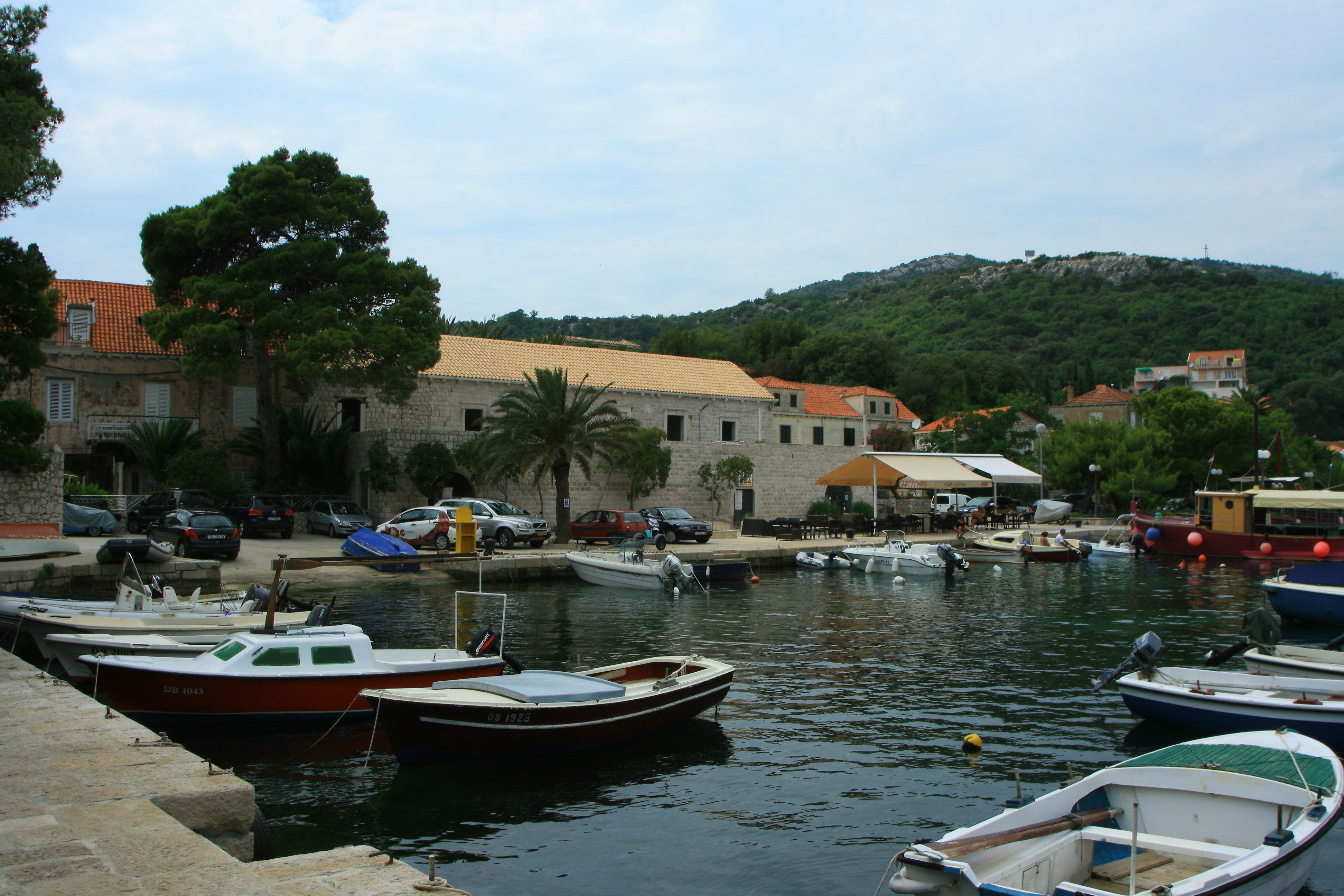
Přístav
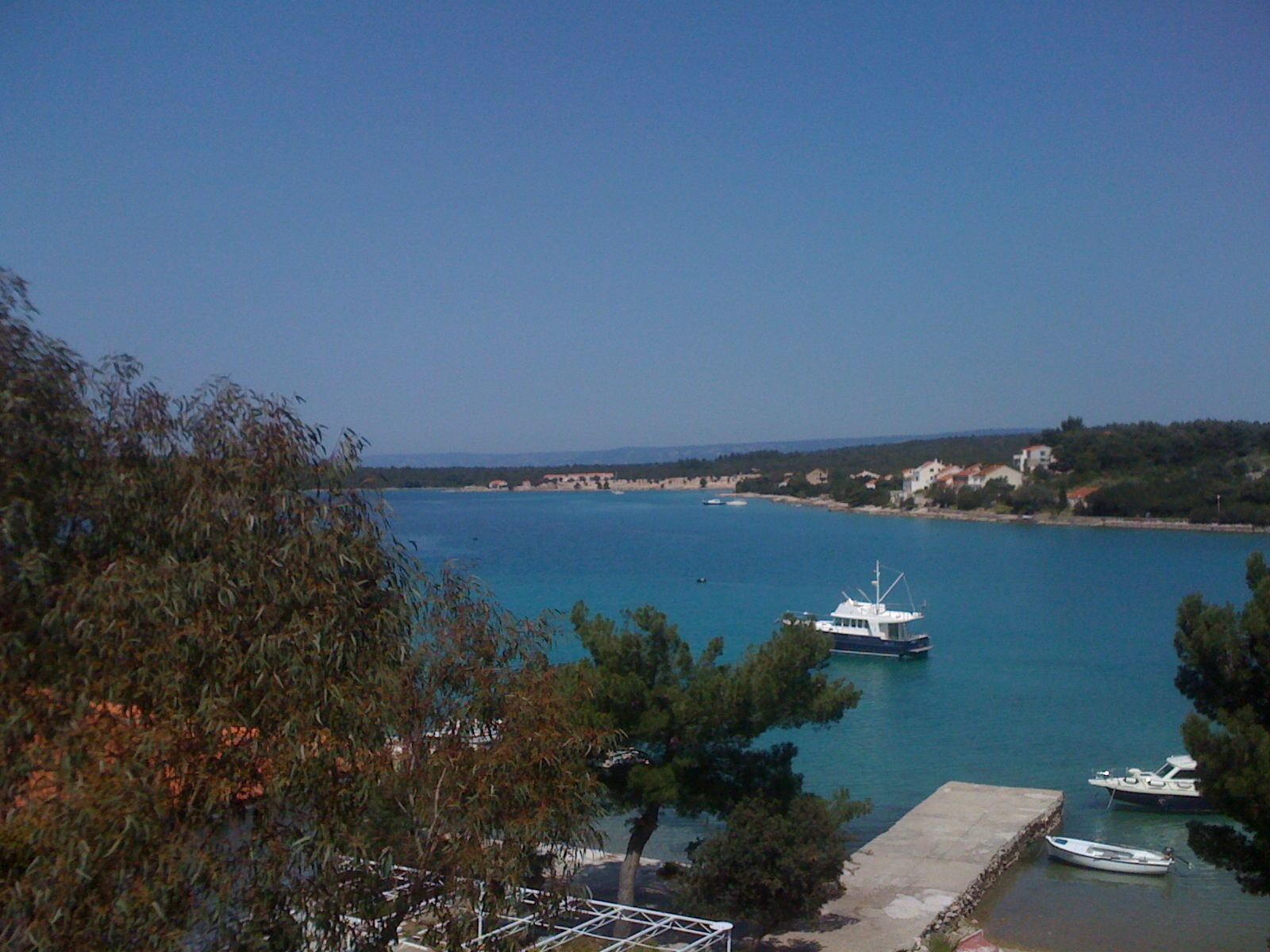
Lovište
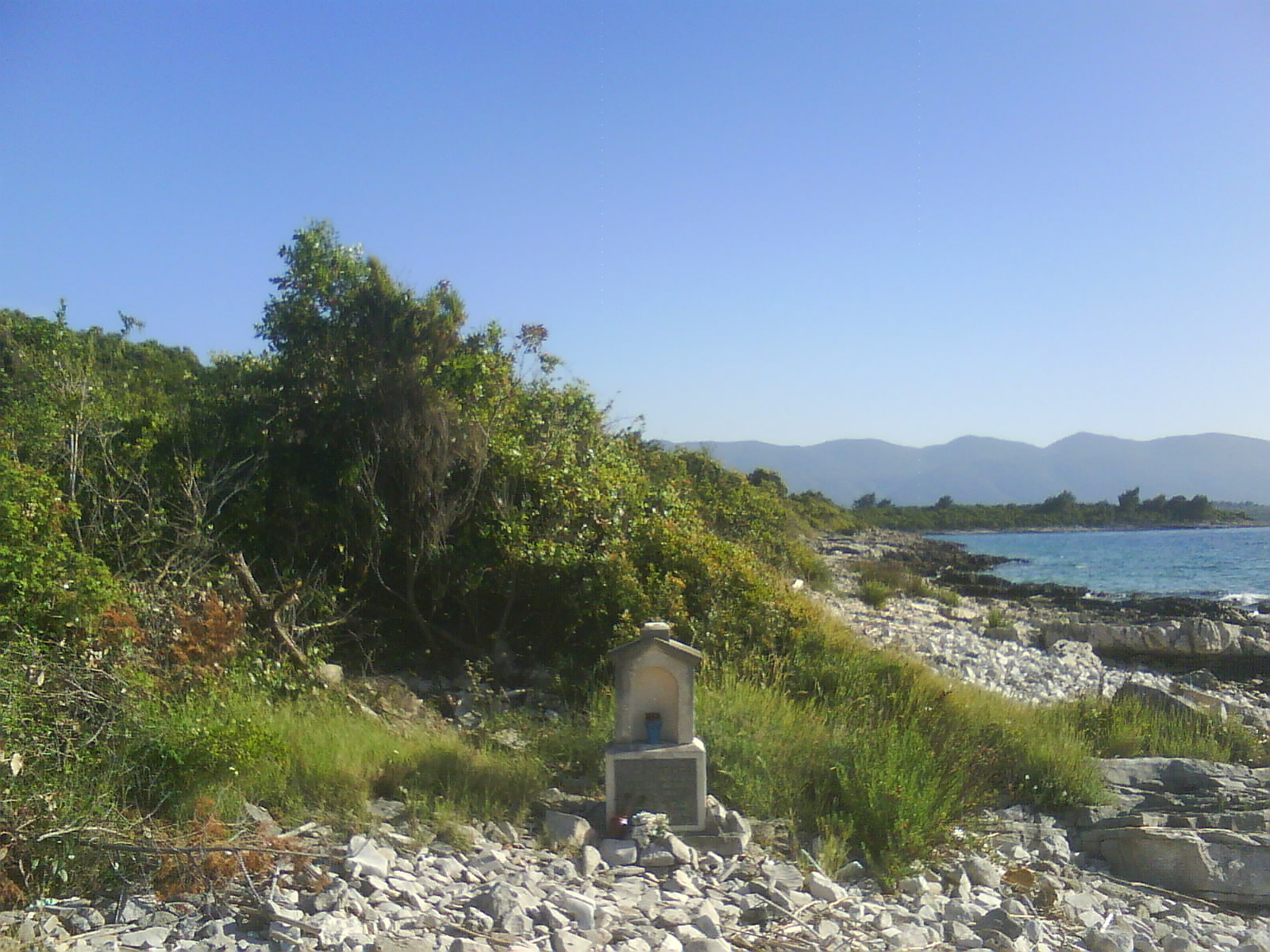
Kaplička na pláži
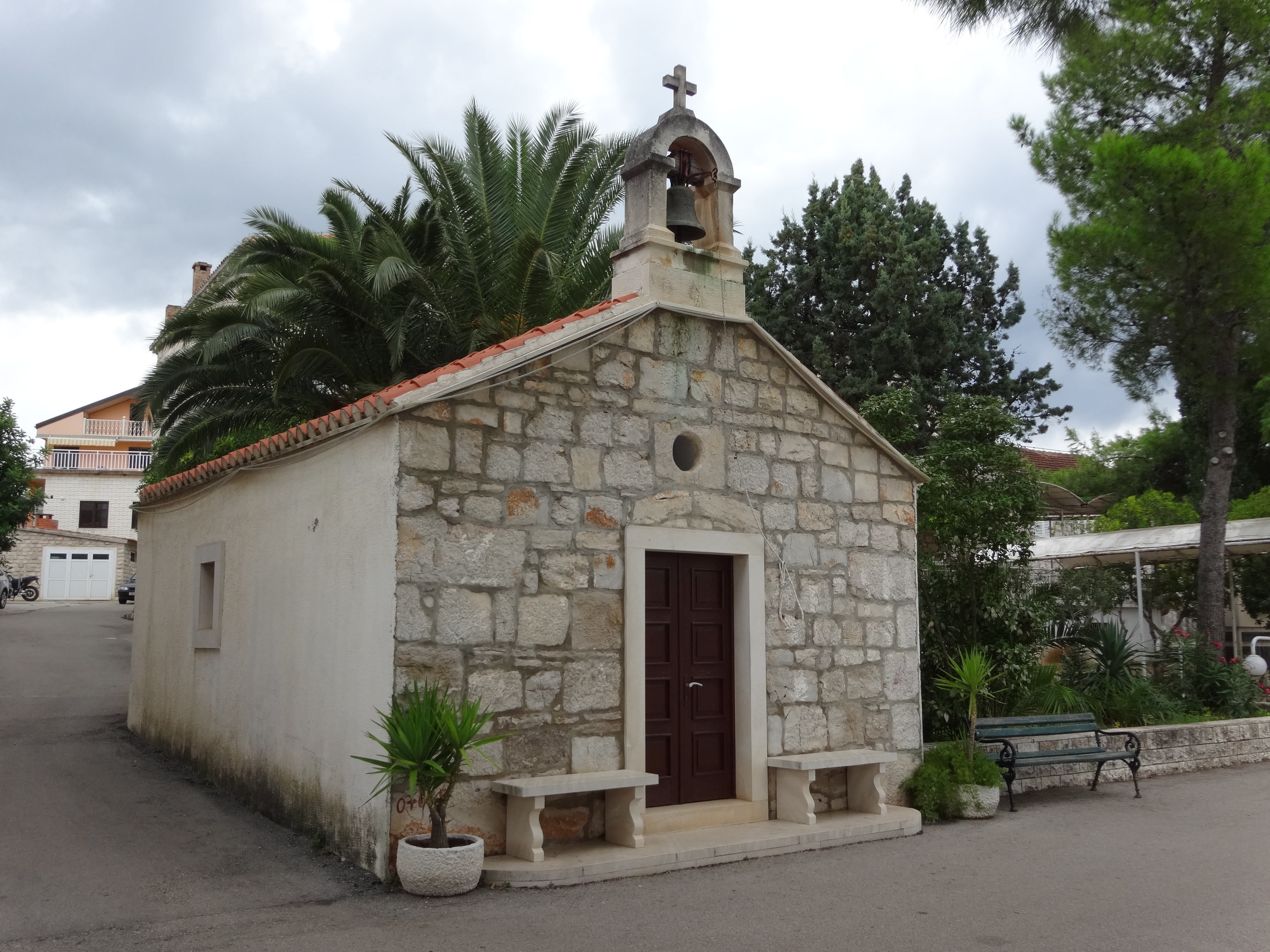
Kaple